# Hylaeus signatus
Hylaeus signatus là một loài ong trong họ Colletidae. Loài này được Panzer miêu tả khoa học đầu tiên năm 1798.